# Wey (staat)

China in de late Periode van Lente en Herfst (5e eeuw v.Chr.). Wei met de hoofdstad Diqui (verkeerd gespeld als Chiqui).

Wey of Wei (Traditioneel Chinees: 衞; Vereenvoudigd Chinees: 卫; Pinyin: Wèi) was een kleinere staat van de Strijdende Staten in China. Het lag aan de benedenloop van de Gele Rivier.
Wey was maar klein, maar wist zich als 'kleine' staat van alle kleine staten het langst te redden. Waarschijnlijk heeft het zich rond 222 v.Chr. aan Qin overgegeven.